# Rubén Rivera Corral
Rubén Rivera (La Corunya, 3 de maig de 1985) és un exfutbolista gallec, que ocupava la posició de davanter.
Va destacar al filial del Deportivo de La Corunya, amb qui marca 20 gols en 58 partits. Això possibilita que debuta amb el primer equip a la màxima categoria, en partit davant el Llevant UE, un 18 de febrer de 2007.
A l'any següent fitxa pel Montañeros CF, també gallec.